# Nazionale maschile di pallacanestro della Slovenia
La nazionale maschile di pallacanestro della Slovenia (Slovenska košarkarska reprezentanca) rappresenta la Slovenia nelle competizioni internazionali maschili di pallacanestro ed è gestita dalla Federazione cestistica della Slovenia.

## Divisa e colori
Dopo l'indipendenza e il riconoscimento della FIBA, la squadra slovena giocò con i colori verde e bianco, i colori tradizionali della capitale Lubiana, nonché del Košarkarski klub Union Olimpija, il club più famoso, che ha sede in questa città. Il verde non ha, nel caso sloveno, giustificazioni certe, né storiche, né dinastiche, dalla sua parte se non il riferimento alle fronde dei tigli attorno ai quali si riuniva il popolo nelle tradizionali assemblee. Forse la Slovenia voleva soltanto distinguersi nell'ambito dalle altre undici nazionali slave (tutte con maglie rosse o bianche o azzurre che sono i colori panslavi) e riferirsi, naturalisticamente, alle sue montagne davvero boscose. Oppure si rifà ad una tradizione mitteleuropea che vede nel verde il colore delle rivoluzioni democratiche nazionali.
Per il fatto che verde e bianco non furono mai i colori tradizionali sloveni, vi furono forti pressioni, in tutte le Federazioni sportive, affinché si cambiassero i colori delle divise nazionali, specialmente nell'est e nel nord del paese: secondo vari sondaggi fatti dopo il 1994 circa i due terzi degli sloveni erano contrari alla combinazione verde-bianco (nell'est della Slovenia, la percentuale di chi si opponeva a questi colori era di oltre l'80%). Per questo si deliberò un cambio dei colori della maglia a partire dal 2017.

## Storia

### Nazionale della RSF Jugoslavia (1935-1991)
Fino agli inizi degli anni novanta gli atleti sloveni, seppur pochi, militavano nella nazionale jugoslava.

Molti giocatori della nazionale (come Marko Milič, Radoslav Nesterovič, Željko Zagorac, Goran Dragić e Jaka Lakovič) hanno origini serbe soprattutto, ma anche croate e bosniache (Sani Bečirovič), anche perché gli sloveni, anche nella ex-Jugoslavia, non costituivano mai il cuore della nazionale.
Quando iniziò il conflitto nei Balcani, durante Eurobasket 1991, ci fu il primo strappo: le autorità della neonata Repubblica Slovena intimarono Jure Zdovc a non giocare per il team jugoslavo.

### Nazionale slovena
Formatasi nel 1992, la nazionale slovena, malgrado i talenti a disposizione, molti dei quali hanno militato nelle file di club della NBA, prima dell'EuroBasket 2017, dove si è laureata campione d'Europa battendo la Serbia, non era mai arrivata a vincere una medaglia. Partita sempre con i favori del pronostico, si era sempre fermata alla soglia delle fasi conclusive delle manifestazioni.
Ai Mondiali ha partecipato alle edizioni del 2006, 2010, 2014, ottenendo rispettivamente il 12º, 8º e 7º posto.

## Piazzamenti
Olimpiadi
- 2020 - 4°

Mondiali
- 2006 - 12°
- 2010 - 8°
- 2014 - 7°

Europei
- 1993 - 16°
- 1995 - 12°
- 1997 - 14°
- 1999 - 10°
- 2001 - 15°
- 2003 - 10°
- 2005 - 6°
- 2007 - 7°
- 2009 - 4°
- 2011 - 7°
- 2013 - 5°
- 2015 - 9°
- 2017 -  1°
- 2022 - 6°

Mediterranei
- 1993 - 5°
- 1997 - 7°

## Formazioni

### Olimpiadi
Pallacanestro ai Giochi della XXXII Olimpiade - Torneo maschile5 Rupnik, 6 Nikolić, 7 Prepelič, 8 Murić, 10 Tobey, 11 Blažič, 15 Hrovat, 22 Dimec, 30 Dragić, 31 Čančar, 55 Čebašek, 77 Dončić,        All. Aleksander Sekulić

### Mondiali
Campionato mondiale maschile di pallacanestro 20064 Jurak, 5 Lakovič, 6 Ožbolt, 7 Bečirovič, 8 Nesterovič, 9 Udrih, 10 Nachbar, 11 Dragić, 12 Milič, 13 Zagorac, 14 Slokar, 15 Brezec,        All. Aleš Pipan
Campionato mondiale maschile di pallacanestro 20104 Slokar, 5 Lakovič, 6 Rizvić, 7 S. Bečirovič, 8 Klobučar, 9 Udrih, 10 Nachbar, 11 Dragić, 12 Jagodnik, 13 Zupan, 14 Vidmar, 15 Brezec,        All. Mehmed Bečirovič
Campionato mondiale maschile di pallacanestro 20144 Balažič, 5 Slokar, 6 Nikolić, 7 Prepelič, 8 Murić, 9 Blažič, 10 Zupan, 11 G. Dragić, 12 Z. Dragić, 13 Lorbek, 14 Klobučar, 15 Omić,        All. Jure Zdovc
Campionato mondiale maschile di pallacanestro 20234 Samar, 6 Nikolić, 7 K. Prepelič, 10 Tobey, 11 Blažič, 15 Hrovat, 27 Dimec, 30 Dragić, 32 B. Prepelič, 33 Glas, 55 Čebašek, 77 Dončić,        All. Aleksander Sekulić

### Europei
Campionato europeo maschile di pallacanestro 19934 Horvat, 5 Tušek, 6 Daneu, 7 Mirt, 8 Bačar, 9 Zdovc, 10 Leban, 11 Alibegović, 12 Gorenc, 13 Kraljevič, 14 Kotnik, 15 Đurišić,        All. Janez Drvarič
Campionato europeo maschile di pallacanestro 19954 Horvat, 5 Tovornik, 6 Daneu, 7 Jeklin, 8 Kraljevič, 9 Zdovc, 10 Tušek, 11 Alibegović, 12 Milič, 13 Gorenc, 14 Kotnik, 15 Kunc,        All. Zmago Sagadin
Campionato europeo maschile di pallacanestro 19974 Jeklin, 5 Jagodnik, 6 Daneu, 7 Nesterovič, 8 Kunc, 9 Zdovc, 10 Tušek, 11 Alibegović, 12 Milič, 13 Gorenc, 14 Jurković, 15 Trifunovič,        All. Andrej Urlep
Campionato europeo maschile di pallacanestro 19994 Zdovc, 5 Jeklin, 6 Daneu, 7 Bečirovič, 8 Kraljevič, 9 Tovornik, 10 Smodiš, 11 Jagodnik, 12 Milič, 13 Jurković, 14 Nesterovič, 15 Dragšič,        All. Boris Zrinski
Campionato europeo maschile di pallacanestro 20014 Udrih, 5 Lakovič, 6 Gorenc, 7 Bečirovič, 8 Kraljevič, 9 Smodiš, 10 Tušek, 11 Jagodnik, 12 Milič, 13 Jurković, 14 McDonald, 15 Nesterovič,        All. Boris Zrinski
Campionato europeo maschile di pallacanestro 20034 Jurak, 5 Lakovič, 6 Gorenc, 7 Petrov, 8 Kraljevič, 9 Nachbar, 10 Duščak, 11 Tušek, 12 Milič, 13 Jurković, 14 Golemac, 15 Brezec,        All. Slobodan Subotić
Campionato europeo maschile di pallacanestro 20054 Jurak, 5 Lakovič, 6 Ćapin, 7 Bečirovič, 8 Nesterovič, 9 Joksimovič, 10 Nachbar, 11 E.Lorbek, 12 Milič, 13 Maravič, 14 Slokar, 15 Brezec,        All. Aleš Pipan
Campionato europeo maschile di pallacanestro 20074 Čebular, 5 Lakovič, 6 Ćapin, 7 Dragić, 8 Nesterovič, 9 Smodiš, 10 Slokar, 11 Klobučar, 12 Jagodnik, 13 D. Lorbek, 14 Vidmar, 15 E. Lorbek,        All. Aleš Pipan
Campionato europeo maschile di pallacanestro 20094 Slokar, 5 Lakovič, 6 Udrih, 7 Brezec, 8 Smodiš, 9 Klobučar, 10 Nachbar, 11 Dragić, 12 Jagodnik, 13 D. Lorbek, 14 Golemac, 15 E. Lorbek,        All. Jure Zdovc
Campionato europeo maschile di pallacanestro 20114 Slokar, 5 Lakovič, 6 Rupnik, 7 Ožbolt, 8 Smodiš, 9 Udrih, 10 Murić, 11 G. Dragić, 12 Jagodnik, 13 Z. Dragić, 14 Begić, 15 Lorbek,        All. Božidar Maljković
Campionato europeo maschile di pallacanestro 20134 Slokar, 5 Lakovič, 6 Balažič, 7 Joksimovič, 8 Murić, 9 Blažič, 10 Nachbar, 11 G. Dragić, 12 Z. Dragić, 13 Lorbek, 14 Vidmar, 15 Begić,        All. Božidar Maljković
Campionato europeo maschile di pallacanestro 20151 Joksimovič, 5 Rupnik, 7 Prepelič, 9 Blažič, 10 Nikolić, 12 Dragić, 13 Zupan, 15 Balažič, 17 Zagorac, 23 Omić, 25 Klobučar, 55 Slokar,        All. Jure Zdovc
Campionato europeo maschile di pallacanestro 20170 Randolph, 1 Rebec, 3 Dragić, 6 Nikolić, 7 Prepelič, 8 Murić, 11 Blažič, 14 Vidmar, 17 Zagorac, 22 Dimec, 31 Čančar, 77 Dončić,        All. Igor Kokoškov
Campionato europeo maschile di pallacanestro 20223 G. Dragić, 4 Samar, 5 Rupnik, 6 Nikolić, 7 Prepelič, 8 Murić, 10 Tobey, 11 Blažič, 27 Dimec, 30 Z. Dragić, 31 Čančar, 77 Dončić,        All. Aleksander Sekulić

### Giochi del Mediterraneo
Pallacanestro maschile ai XIII Giochi del MediterraneoBožič, Brezec, Čmer, Drobnjak, Hafnar, Jurak, Maravič, Nachbar, Novak, Smodiš, Šporar, Verginella, All. -

## Nazionali giovanili
- Selezioni giovanili della nazionale di pallacanestro della Slovenia